# Wolfgang Iser
Wolfgang Iser   (Marienberg, 22 de juliol de 1926 - Constança, 24 de gener de 2007) va ser un crític literari alemany, un dels creadors de la teoria de la recepció. Considerava que el text no estava mai complet, sinó que pressuposava la cooperació del lector per omplir amb la informació disponible a la seva època les llacunes informatives i realitzar inferències de sentit. Cada lectura és única i actua com a traducció del text inicial.